# Guy Smith (kierowca)
Guy Smith (ur. 12 września 1974 roku w Beverley) – brytyjski kierowca wyścigowy.

## Kariera

### Początki
Smith rozpoczął karierę w wyścigach samochodowych w 1992 roku od startów w Formule Vauxhall Junior, gdzie pięciokrotnie zwyciężał, jednak nie był zaliczany do klasyfikacji. Rok później zdobył już tytuł wicemistrzowski w Brytyjskiej Formule Ford, gdzie dwukrotnie wygrywał, a w Festiwalu Formuły Ford był czwarty. W 1994 roku stanął na najniższym stopniu podium Formuły Vauxhall Lotus oraz był szósty w Formule Opel Lotus.

### Formuła Renault 2.0
W 1995 roku Brytyjczyk zadebiutował w Brytyjskiej Formule Renault, gdzie dziewięciokrotnie zwyciężał. Uzbierane 220 punktów pozwoliło mu pokonać wszystkich rywali i zdobyć tytuł mistrza serii. W tym samym roku w Europejskim Pucharze Formuły Renault wygrywał trzykrotnie. 80 punktów dało mu czwarte miejsce.

### Formuła 1
W sezonie 1995 Smith został zatrudniony przez ekipę Williams w roli kierowcy wyścigowego w Formule 1.

### Formuła 3
Na sezon 1996 Brytyjczyk stawał pięciokrotnie na podium, a raz na jego najwyższym stopniu w zmaganiach Brytyjskiej Formuły 3. 132 punkty dały mu szóstą pozycję w klasyfikacji końcowej. Rok później uplasował się na dziewiątym miejscu. 

### Indy Lights
W latach 1998–1999 Brytyjczyk brał udział w wyścigach amerykańskiej serii Indy Lights. W pierwszym sezonie startów w ciągu czternastu wyścigów wygrywał dwukrotnie i trzy razy stawał na podium. Uzbierane 110 punktów dało mu najniższy stopień podium klasyfikacji generalnej. Rok później 71 punktów dało mu dziewiąte miejsce. 

### Wyścigi wytrzymałościowe
Od sezonu 2000 Smith startuje w wyścigach serii endurance. W 2000 roku w klasie Prototype American Le Mans Series był piętnasty, a w Grand American Rolex Series - 37. Rok później najlepiej zaprezentował się w European Le Mans Series, gdzie w klasie LMP900 uzbierał 61 punktów i został sklasyfikowany na dziewiątej pozycji. Zaś w American Le Mans Series zajął 19. miejsce. W sezonie 2002 Brytyjczyk poświęcił się głównie startom Grand American Rolex Series, gdzie był trzydziesty. 2004 rok oznaczał u Brytyjczyka 23 pozycję w American Le Mans Series oraz 38 w FIA GT Championship. Ale przede wszystkim wówczas po raz pierwszy wygrał 24-godzinny wyścig Le Mans w klasie LMP 900. Rok później w tymże wyścigu wystartował w samochodzie LMP1 i zajął drugie miejsce. W tym samym roku był również dziesiąty w American Le Mans Series. W sezonie 2005 Smith spisał się najlepiej w Amerykańskiej edycji Serii Le Mans w klasie LMP1. Uzbierane 38 punktów dało mu siódme miejsce w końcowej klasyfikacji generalnej. Rok później w tej samej serii był szósty. W 2007 roku Brytyjczyk zaliczył już pełny, dwunastowyścigowy sezon American Le Mans Series i raz stanął na podium. Z dorobkiem 124 punktów uplasował się na czwartej pozycji w klasyfikacji generalnej. W kolejnych dwóch latach startów uplasował się w tej serii odpowiednio na szóstej i czwartej lokacie, a w 2010 roku - na szóstym miejscu. W sezonie 2010 Brytyjczyk wystartował także w sezonie Le Mans Series, gdzie 23 punkty dały mu dwunaste miejsce. 
Sezon 2011 Smith poświęcił głównie na startach w klasie LMP1 American Le Mans Series. W ciągu dziewięciu wyścigów, w których wystartował, raz zwyciężał i ośmiokrotnie stawał na podium. Uzbierane 186 punktów pozwoliło mu pokonać wszystkich rywali i zdobyć tytuł mistrzowski. Rok później zwyciężał już dwukrotnie i aż dziesięciokrotnie stawał na podium. Tym razem jednak o dziewięć punktów przegrał mistrzowski tytuł. W 2013 roku było już znacznie gorzej. Dorobek 48 punktów uplasował go na szóstym miejscu w końcowej klasyfikacji generalnej.

### Champ Car
W 2004 roku Guy wystartował w siedmiu wyścigach serii Champ Car. Z dorobkiem 53 punktów uplasował się na osiemnastej pozycji w klasyfikacji generalnej.